# Toyokawa Inari
Toyokawa Inari (jap. 豊川稲荷) pełna nazwa: Toyokawa Inari Tōkyō Betsuin (豊川稲荷東京別院) – świątynia buddyjska szkoły sōtō w dzielnicy Akasaka w Tokio (okręg specjalny Minato), w Japonii. Jest to wyjątkowe shintō-buddyjskie sanktuarium, popularne wśród tokijskich artystów.

## Historia
Według legendy, trzeci syn cesarza Juntoku (1197–1242) miał wizję bogini Dakini-Shinten, jadącej na białym lisie (kitsune), posłańcu Inari. To było początkiem powstania buddyjskiej świątyni poświęconej kultowi sintoistycznego kami. 
W obecnej lokalizacji świątynię zbudowano w 1828, a kultowy posąg Dakini, jadącej na lisie umieszczono tu w 1887. Kiedy w 1868 likwidowano synkretyzm shintō-buddyjski, świątyni groziło przekształcenie w chram. Jednak mnisi obronili świątynię, twierdząc, że sintoistyczny lis jest tylko środkiem transportu dla buddyjskiej Dakini i że to ona jest jedynym obiektem kultu. Świątynia niegdyś znajdowała się w pobliżu  dzielnicy rozrywki i to jest prawdopodobnie przyczyną, dlaczego obecnie jest to ulubiona świątynia artystów. Szczególnie 31 grudnia zbierają się tutaj np. piosenkarze, aktorzy, osobowości telewizyjne, malarze, projektanci, pisarze, aby prosić czczoną tutaj Benzaiten o szczęście w nadchodzącym roku.

## Galeria

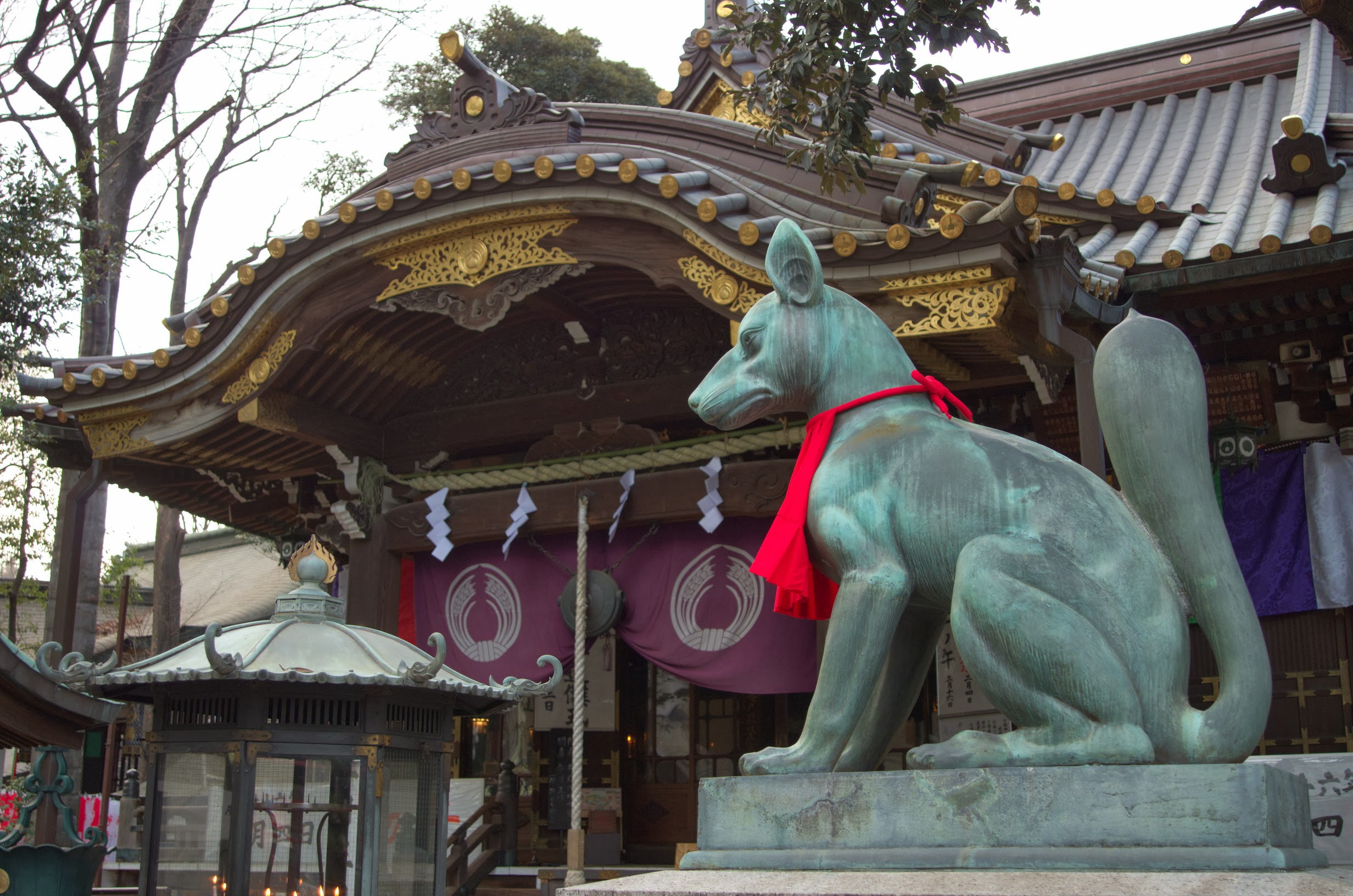
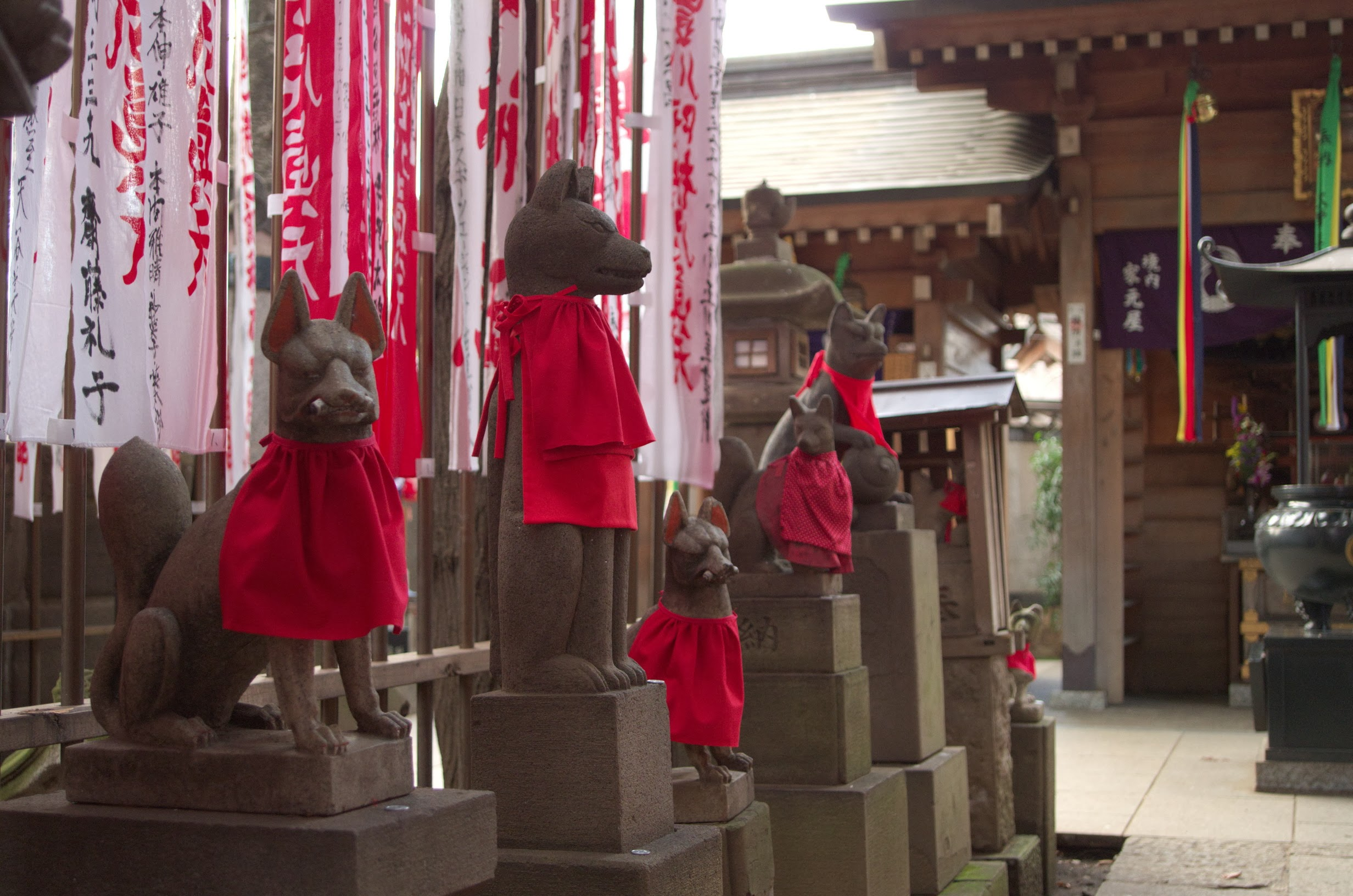
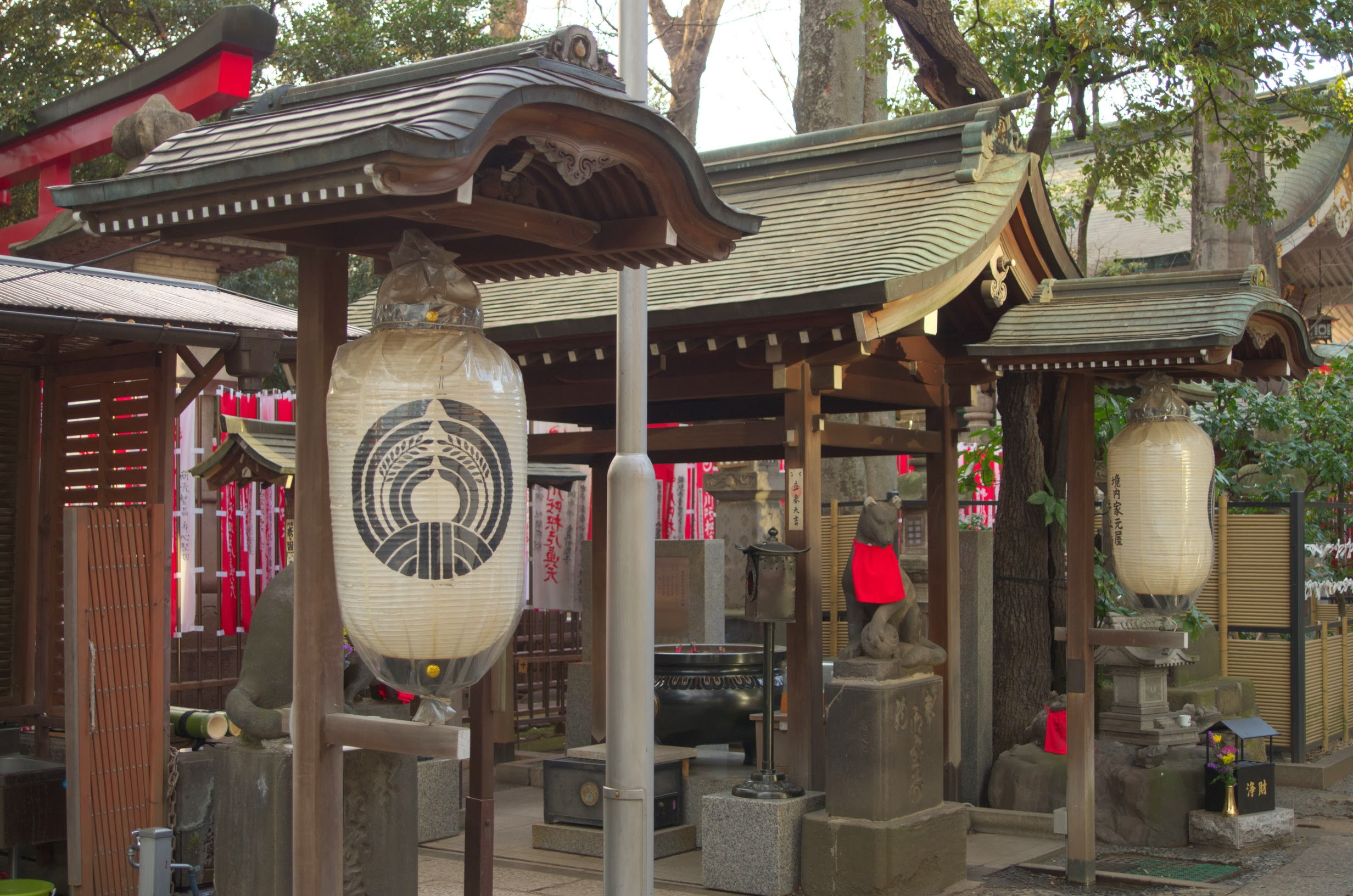
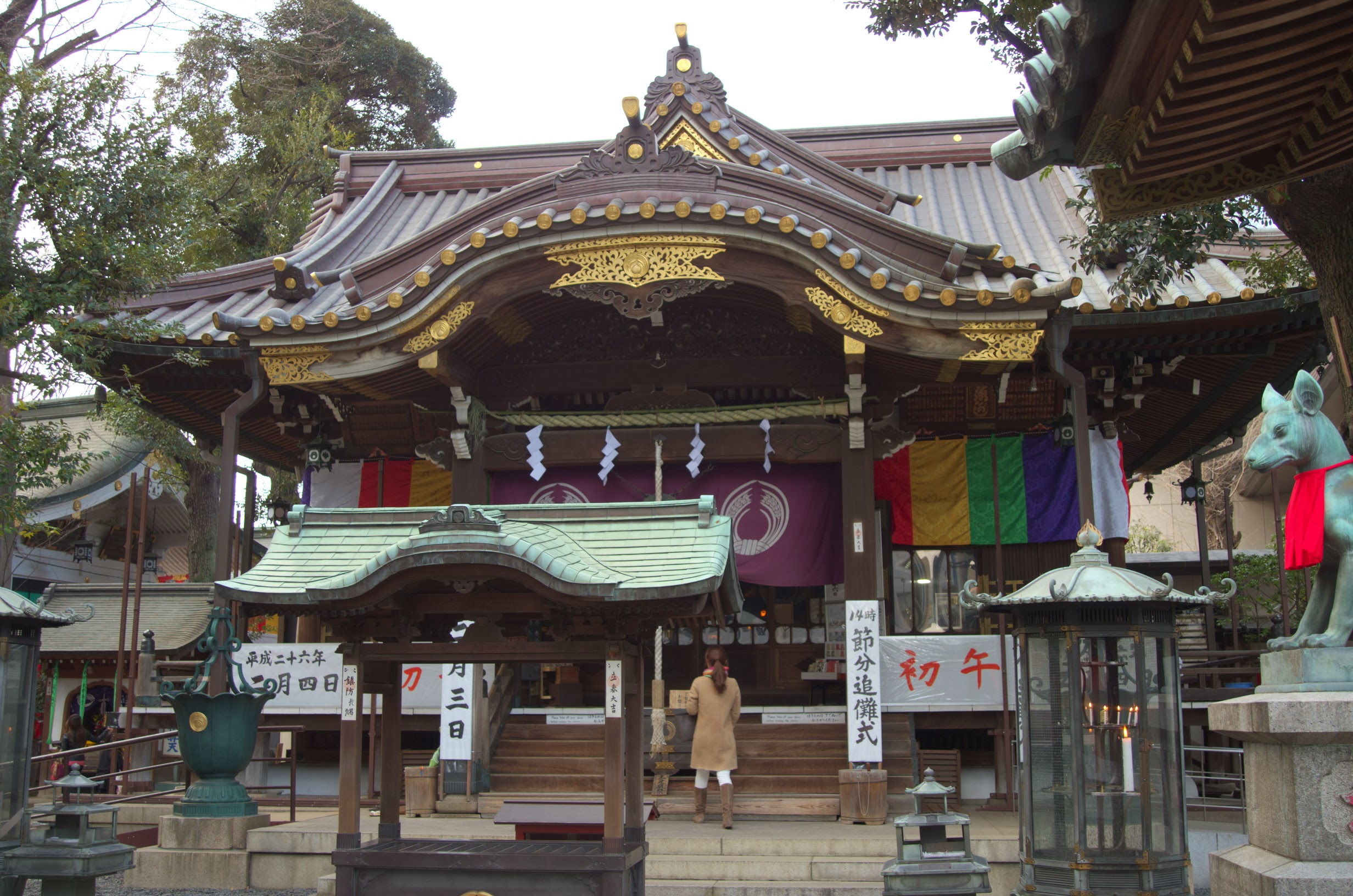
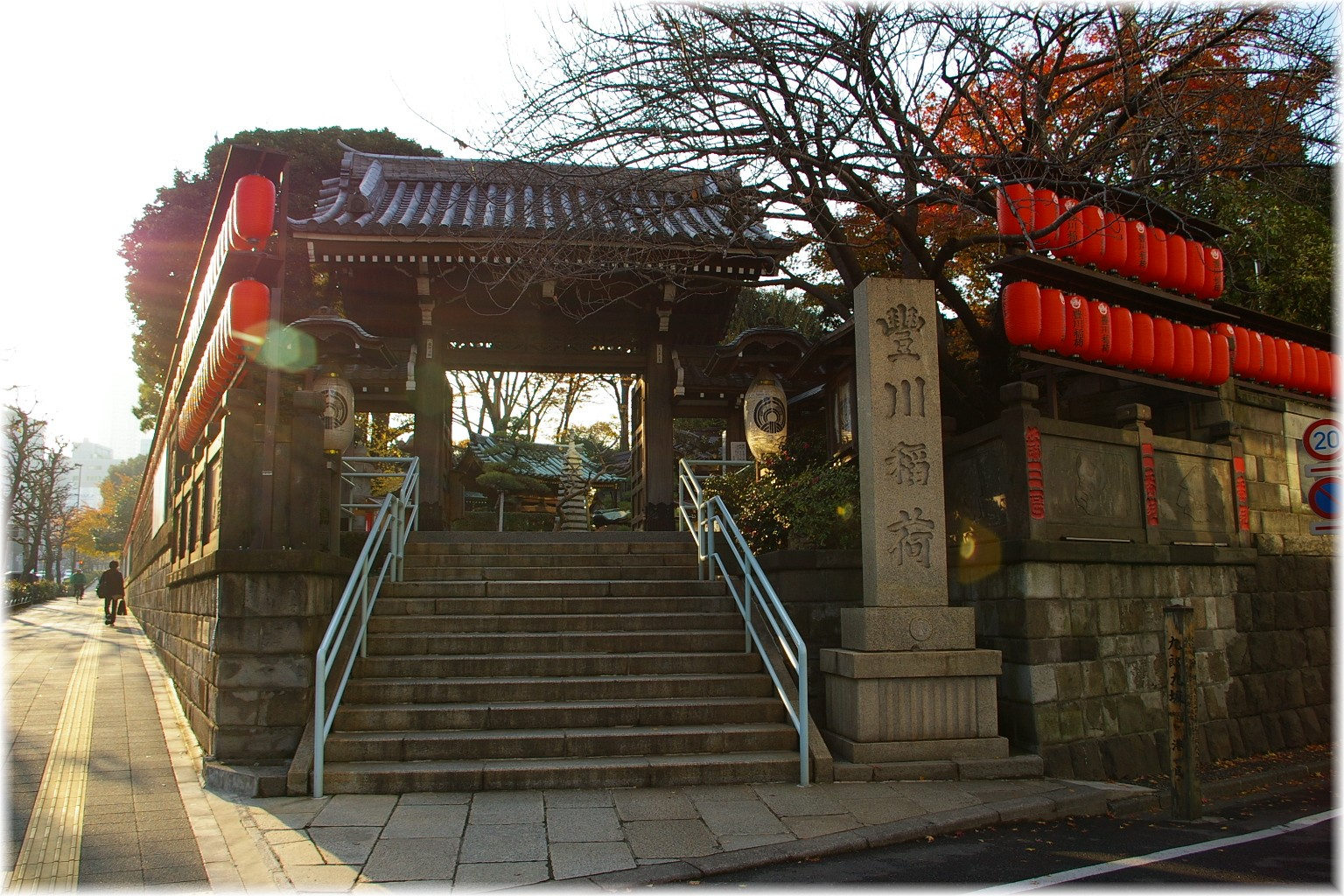